# Multicolor Graphics Adapter
Multi-Color Graphics Array (MCGA) は、1987年に発売されたIBM PS/2下位モデルに搭載されたビデオサブシステムである。
MCGAはPS/2 上位モデルに標準搭載されたVGAの機能限定版で、CGA上位互換の表示モードや、VGAと同じ解像度のモノクロ表示モードなどを持つが、EGAの表示モードは持たない。

## 概要
MCGAは、1987年4月2日に発表された IBM PS/2 モデル 30と、同年8月に発表されたモデル 25のマザーボードに組み込まれたビデオサブシステムで、単体のビデオカードとしては販売されなかった。
MCGAはCGAの全ての表示モードに加え、640x480 モノクロと、320x200 同時256色（262,144色中）の追加された表示モードをサポートするが、MDAのモノクロテキストモードはサポートしない。アナログディスプレイ用のコネクタはDE-15であった。MCGAは、同時256色の表示モードや、640x480解像度の表示モード、またDE-15のコネクタを使用している点ではVGAと類似しているが、VGAとは異なり既存のEGAとの上位互換性や、VGAの 640x480 カラーなどの表示モードは持っていない。MCGAの同時256色のモードはゲーム用に広く使用された。
MCGAの任期は短く、1992年にモデル30, 25が販売停止となった後は、互換機ではEpson Equity Ie 以外には採用は無く、MCGAの上位互換であるVGAが業界標準となった。

## 表示モード
MCGAは以下の表示モード（ビデオモード）をサポートする。ビデオモードはBIOS割り込み(INT 10h, AH=00h, AL=ビデオモード)で切替できる。
- MCGA独自モード
  - 640x480 モノクロノーム (Mode 11h)
  - 320x200 同時256色（262,144色中） (Mode 13h)
- CGA互換モード
  - 40桁x25行 テキストモード（8x8 フォント、320x200相当） (Mode 0/1h)
  - 80桁x25行 テキストモード（8x8 フォント、640x200相当） (Mode 2/3h)
  - 320x200 同時4色（16色中） (Mode 4/5h)
  - 640x200 同時2色 (Mode 6h)